# NK Viktorija Vojakovac
Nogometni klub Viktorija Vojakovac hrvatski je nogometni klub iz Vojakovca kraj Križevaca.
Trenutačno se natječe se u 1. ŽNL Koprivničko-križevačkoj. 
NK Viktorija prvi je muški nogometni klub u Hrvatskoj koji je imao žensku trenericu. To je bila Tihana Nemčić Bojić 2012. godine. O tome su pisale i engleske novine “Daily Mail”.

## Vanjske poveznice
- Profil, HNS Semafor